# Mustaschbarbett
Mustaschbarbett (Psilopogon incognitus) är en fågel i familjen asiatiska barbetter inom ordningen hackspettartade fåglar.

## Utseende
Mustaschbarbetten är en medelstor (22–23 cm) grön barbett med blått på kinder och strupe avdelat av ett svart band som gett arten dess namn. Nominatformen har grön hjässa, en mycket smal röd fläck i pannan och en röd fläck i nacken. Vidare har den ett svart ögonstreck, ljusare gulaktig eller grönaktig haka och en röd fläck på var sida om övre delen av bröstet. Den skiljer sig från blåstrupig barbett genom ljusare blå färg och det svarta mustaschstrecket. Underarten eurous (se nedan) har större röd fläck i nacken och ljusare, mer blågrön strupe, elbeli än mer så men den röda nackfläcken som nominatformen.

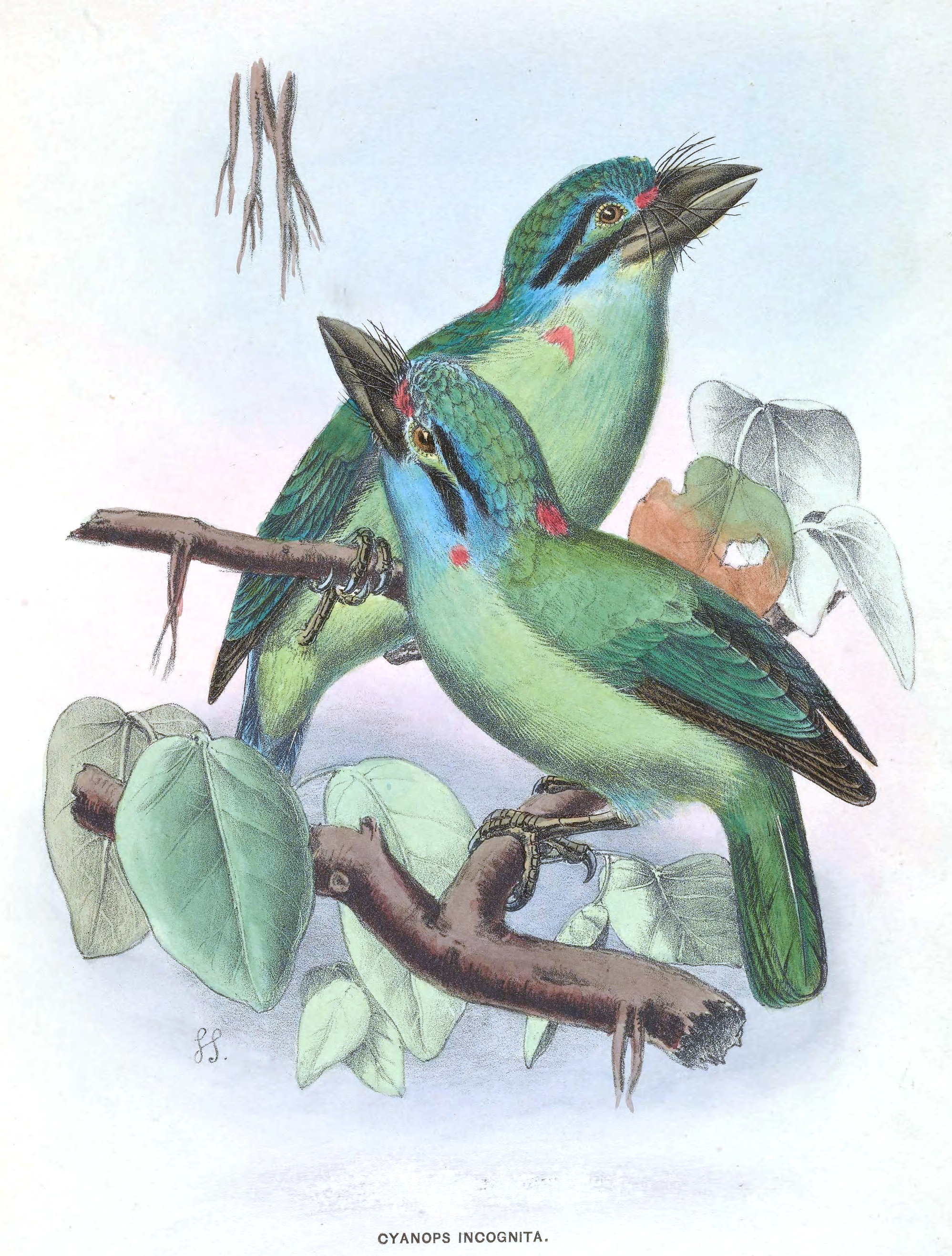

## Utbredning och systematik
Mustaschbarbett delas in i tre underarter med följande utbredning:
- Psilopogon incognitus incognitus – förekommer i södra Myanmar och västra Thailand
- Psilopogon incognitus elbeli – nordöstra och östra Thailand, norra Laos och norra Vietnam
- Psilopogon incognitus euroa – sydöstra Thailand, Kambodja, södra Laos och södra Vietnam

### Släktestillhörighet
Arten placerades tidigare liksom de allra flesta asiatiska barbetter i släktet Megalaima, men DNA-studier visar att eldtofsbarbetten (Psilopogon pyrolophus) är en del av Megalaima. Eftersom Psilopogon har prioritet före Megalaima, det vill säga namngavs före, inkluderas numera det senare släktet i det förra.

## Levnadssätt
Mustaschbarbetten hittas i städsegrön monsunskog från 400 till 1400 meters höjd, mer sparsamt upp till cirka 2000 meter. Födan består av frukt som fikon av olika slah och frukt från Macaranga and Trema. Häckningstid tar fågeln även insekter som den hamrar sönder i bitar innan den ger till sina ungar.

### Häckning
Häckningssäsongen sträcker sig från december till juni. Den hackar ut ett bohål i ett dött träd eller en död gren, tio till 15 meter ovan mark.

## Status och hot
Arten har ett stort utbredningsområde och en stor population, men tros minska i antal, dock inte tillräckligt kraftigt för att den ska betraktas som hotad. Internationella naturvårdsunionen IUCN listar därför arten som livskraftig (LC).

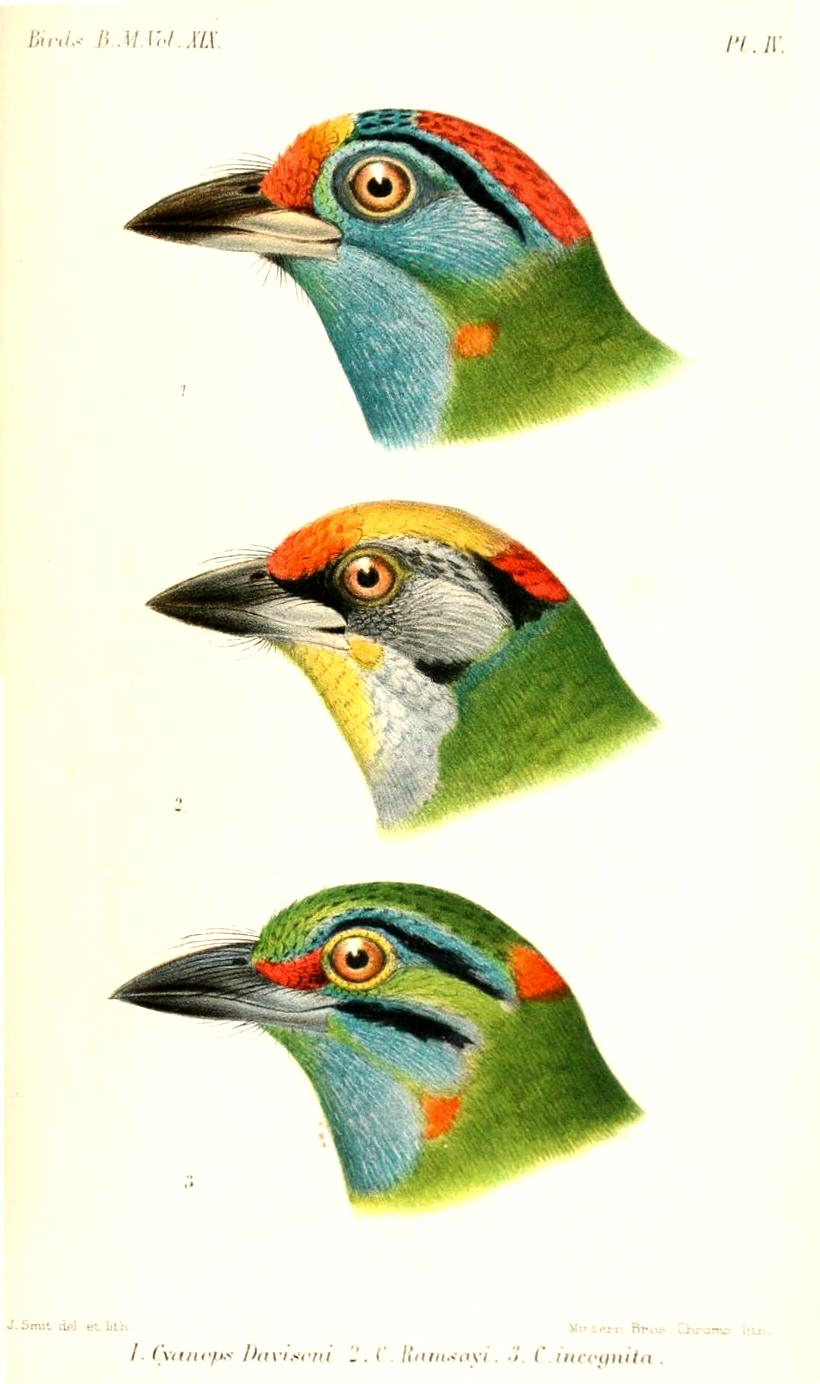